# 主序星

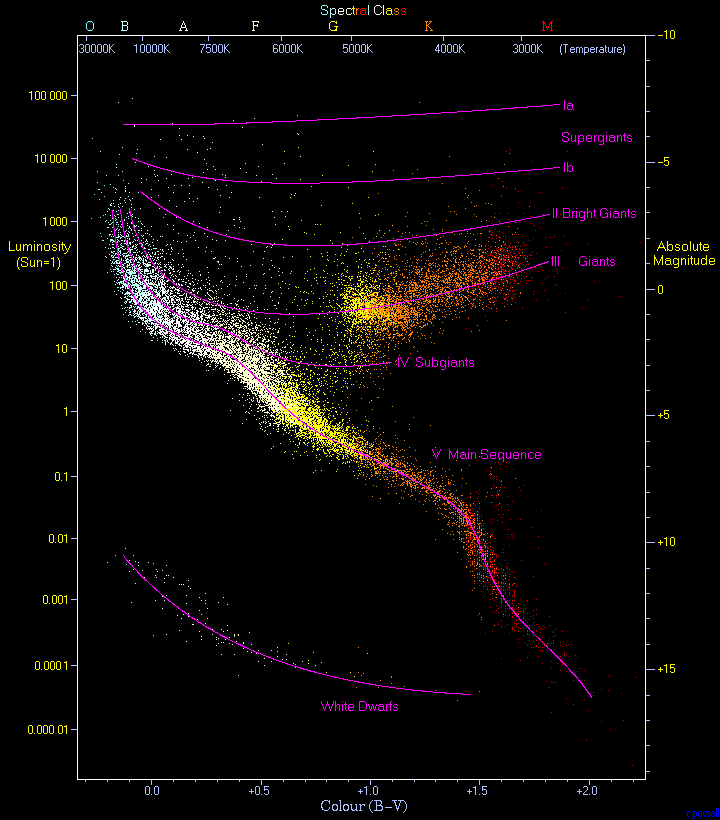
以實際亮度（或絕對星等）相對於色指數（表示為B-V）繪製的赫羅圖，可以看見主序帶是從左上到右下顯著的斜帶。這張圖示由依巴谷星表的22,000顆恆星加上1,000顆格利澤近星星表中的低亮度恆星（紅色和白色的點）組成。

主序星（英語：main sequence）是在顯示恒星演化過程的赫羅圖上被稱為主序帶上的恆星，分布在從左上角至右下角。
主序帶是以顏色相對於光度繪圖成線的一條連續和獨特的恆星帶。這個色-光圖就是後來埃希納·赫茨普龍和亨利·諾利斯·羅素合作發展出來著名的赫羅圖。在這條帶子上的恆星就是所謂的主序星。
恆星形成之後，它在高熱、高密度的核心進行核聚变反應，將氫原子轉變成氦。在這個生命期階段的恆星，座落在在主序帶上的位置主要是依據它的質量，但化學成分和其它的因素也有一些關係。所有的主序星都處於流體靜力平衡狀態，它來自炙熱核心向外膨脹的熱壓力與來自外圍包層向內擠壓的重力壓維持著平衡。在核心溫度和壓力與能量孳生率有著強烈的相關性，並有助於維持平衡。在核心孳生的能量傳遞到表面經由光球輻射出去。能量經由輻射或對流傳遞，而後著在其區域內會產生階梯狀的溫度梯度，更高的透明度，或兩者均有。
基於恆星產生能量的主要過程，主序帶有時會被分成上段和下段。質量大約在1.5太陽質量以內的恆星，將氫聚集融合成氦的一系列主要程序稱為質子-質子鏈反應。超過這個質量在主序帶的上段，核融合主要是使用碳、氮、和氧原子，經由碳氮氧循環的程序，將氫原子轉變成氦。質量超過太陽10倍的主序星在核心區域會產生對流，這樣的活動會激發新創建的氦外移，並維持發生核融合所需要的燃料比例。當核心的對流不再發生時，發展出的富氦核心的外圍會被氫包圍著。質量較低的恆星，核心的對流區會逐步的縮小，大約在2太陽質量附近，核心的對流區就會消失。在這個質量以下，恆星的核心只有輻射，但是在接近表面會有對流。隨著恆星質量的減少，對流的包層會增加，質量低於0.4太陽質量的主序星，全部的質量都在對流。
通常質量越大的恆星在主序帶上的生命期越短。當在核心的核燃料已被耗盡之後，恆星的發展會脫離赫羅圖上的主序帶。這時恆星的發展取決於它的質量，質量低於0.23太陽質量的恆星直接成為白矮星，而質量未超過10太陽質量的恆星將經歷紅巨星的階段；質量更大的恆星可以爆炸成為超新星，或直接塌縮成為黑洞。

## 名称
由于“巨星”等词汇即可代表恒星演化分类又可代表光度分类，在光谱光度图中，主序星常被称作“矮星”，但大质量主序星常被按光度分类成为“巨星”，而“白矮星”特指中低质量恒星的简并核心残骸，外行人士读到此类专业术语时应注意避免混淆。

## 研究史
在20世紀的初期，有關恆星類型和距離的資料變得更容易獲得。恆星的光譜被證明有特殊的功能，可以用來進行分類。哈佛大學的安妮·坎農和愛德華·皮克林發展出的分類法成為日後眾所周知的哈佛分類系統，發表在1901年的哈佛年報（Harvard Annals）。
1906年在波茨坦，丹麥的天文學家埃希納·赫茨普龍注意到最紅的那些恆星－在哈佛系統的分類是K和M－可以分為兩個不同的群體。這些恆星不是比太陽亮，就是比太陽暗淡許多。為了區分這兩個群，他分別稱它們是“巨星”和“矮星”。第二年他開始研究星團；大量在大約相同距離的恆星都屬於同一個恆星集團。他發表了第一張這些恆星的顏色相對於亮度的圖，這張圖表顯示出突顯和連續的系列恆星，他稱之為主序帶。
在普林斯頓大學，亨利·諾利斯·羅素也做了如下的類似研究。他研究恆星的光譜分類和它們修正過距離的真實亮度－它們的絕對星等。為了這個目的，他使用一系列在哈佛分類系統中有確實視差的恆星。當它繪製這些恆星的光譜對應於絕對星等的圖時，他發現這些矮星遵循明確的關係，這使得他可以真正合理且準確的預測矮星的亮度。
赫茨普龍觀察的紅色恆星，矮星也遵循著羅素發現的光譜-光度關係。然而，巨星仍然比矮星亮了許多，並未遵循著相同的關係。羅素認為"巨星必須有低密度或是大表面的亮度，與矮星的事實恰好相反"。相同的曲線也顯示有極少數白色的暗星。
在1933年，本特·斯特龍根介紹赫羅圖來顯示亮度-光譜分類的關係圖。這個名稱反映出這種技術是赫茨普龍和羅素在20世紀早期平行發展出來的。
如同在20世紀30年代發展出的恆星演化模型，它顯示出恆星有著一致的化學成分，恆星的質量和半徑之間有著關聯性。也就是說，對於給定的恆星質量和成分，有一個唯一的恆星半徑和光度解。這被稱為羅素-沃克定理，是以亨利·諾利斯·羅素和海涅·沃克的名字命名的。經由這個定理，一旦知道一顆恆星的化學成分，和它在主序帶上的位置，則這顆恆星的質量和半徑已就確定了（不過，後來發現這個定理不適用於那些成分不一致的恆星）。
W.  W.摩根和P. C.肯南在1943年發表了改進的恆星分類。摩根-肯南分類（MK系統）選定每顆恆星的光譜－以哈佛分類系統為基礎－和光度分類。哈佛分類系統是在知道光譜和溫度之間的關係之前，以每顆恆星光譜的氫線強度給與不同的字母標示。在依照溫度排序和篩除重複的分類之後，恆星的光譜類型遵循溫度由高至低和溫度由藍至紅的順序排列，序列成為O、B、A、F、G、K、M、L和T（通俗的用來記憶這個恆星分類序列的記憶術是"Oh Be A Fine Girl/Guy, Kiss Me Long Time"）。亮度分類是依據亮度的減弱從Ⅰ到Ⅴ，主序帶的恆星被歸類為Ⅴ。

## 形成
當一顆原恆星從位於星際介質中的氣體和塵埃構成的巨分子雲中坍縮形成時，最初的成分是均勻的，質量包含大約70%的氫和28%的氦，還有其它含量可追蹤的元素。恆星的初始質量取決於在分子雲中所在位置的條件（新形成恆星的質量分布是依據初始質量函數的經驗來描述）。當坍縮開始時，這顆前主序星經由重力收縮產生能量。在達到合適的密度，能量開始由核心將氫轉變成氦的放熱核融合程序來產生。
一旦氫的核融合成為能量產生過程中的主要來源，重力就沒有多餘的能量使恆星收縮，這顆恆星將沿著一條曲線落在赫羅圖上所稱的標準主序帶上，天文學家有時會參考這個階段稱為"零齡主序帶"，或ZAMS。這條曲線是恆星開始進行核融合的點，可以依據恆星的特性使用電腦模型計算出ZAMS。從這個點，恆星的亮度和表面溫度會隨著年齡而增加。
直到核心中的氫被大量的消耗掉，恆星依然還在主序帶上初始的位置附近，然後就開始變成一顆更明亮的恆星（在赫羅圖上，恆星的演化是離開主序帶向上和向右移動）。因此主序帶是恆星生命中以氫燃燒為主的階段。

## 性質
在赫羅圖上的恆星絕大多數都位於主序帶的曲線上。這條線是很明顯的，因為恆星的光譜類型和亮度都僅與恆星的質量相關，至少是零階近似，只要它的核心是進行著氫融合－而且所有恆星的生命活躍期幾乎都耗費在這個階段。
主序星也稱為矮星，但是這個術語有著它的歷史，並且有些令人費解。溫度較低的恆星，像是紅矮星、橙矮星、和黃矮星都是只比相同顏色的恆星更小和更暗淡的恆星。
然而，對更熱的藍色和白色恆星，所謂的矮星其大小和亮度與和同樣也在主序帶上但被稱為巨星的恆星相比並不會顯得較小；而最熱的恆星並沒有被直接的觀測過。在這個術語中所說的矮星和巨星參考的是在譜線上的差異，它顯示的是這顆恆星在主序帶上還是離開了主序帶。不過，非常熱的主序星，即使它們有著和巨星大約相當的大小和亮度，有時依然會被稱為矮星。
共用著矮星這個術語，意味著主序星會造成其它方面的困惑，因為有些矮星不是主序帶上的恆星。例如，白矮星就是一種不同種類的恆星，它們遠小於主序帶上的恆星－大約是和地球相似的尺度，是許多主序星演化的最後階段。
一顆恆星的溫度是經由在它光球內電漿的物理性質，確認它的光譜類型的結果。恆星能量輻射的波函數受到溫度和成分這兩個因素的影響，這種能量分佈的關鍵的指標是色指數，B − V，測量的方法是使用濾鏡量測藍色（B）和黃綠色（V）的星等，這種星等上的差異提供了恆星溫度的測量。

## 參數
將恆星當成一個理想的能量輻射體，也就是黑體，則光度L和半徑R與有效溫度{\displaystyle T_{\rm {eff}}}的關係可以用史蒂芬-波茲曼定律來表示：
L = 4πσR2Teff4
此處的σ是史蒂芬-波茲曼常數。如果恆星在赫羅圖上的位置顯示出他近似的亮度，這個關係可以用來估計他的半徑。
恆星的質量、半徑、和亮度三者有緊密的關聯性，以及它們各自的值可以近似的估計三者的值。首先是史蒂芬-波茲曼定律，他敘述了亮度L、半徑R和表面的有效溫度Teff。其次是質光關係，他敘述了亮度L和質量M。最後，是質量M和半徑R之間接近線性的關係。M相對R增加的因素關係在2.5至3M之間。這種關係大約正比於恆星內部的溫度TI，和它極其緩慢的增加反映出能量在核心產生的效率強烈的取決於與溫度，而這與質光關係吻合。因此，太高或太低的溫度都繪導致恆星不穩定的結果。
一個較好的近似是{\displaystyle \epsilon =L/M}，每單位質量的能量產生率，如果ε正比於TI15，此處的TI是核心的溫度。這至少適用於像太陽這樣的恆星，顯示出碳氮氧循環的恆星，較適合使用R ∝ M0.78。

### 樣本參數
下表是主序帶上恆星的典型數值：光度（L），半徑（R），和質量（M）都是相對於以太陽—一顆光譜分類為G2V的矮星－的比較值，正確的數值可以有20-30%的變化量。恆星分類欄位的顏色只是近似攝影所得到的顏色。
（注意：以下的數據與外部連結的並不會完全一致，同時單位面積的亮度也沒有遵循溫度（T4）的比率）
| 恆星 分類 | 半徑 | 質量 | 亮度       | 溫度   | 举例[24]                     |
| --------- | ---- | ---- | ---------- | ------ | ---------------------------- |
| 恆星 分類 | R/R☉ | M/M☉ | L/L☉       | K      |                              |
| O0        | 20   | 200  | 10,000,000 | 60,000 | 尚未確定                     |
| O2Ⅲ       | 20   | 130  | 2,200,000  | 52,500 | HD 269810                    |
| O2.7Ia    | 18.5 | 127  | 2,500,000  | 52,000 | HD 93129A                    |
| O5Ia      | 19   | 54   | 790,000    | 42,000 | 弧矢增二十二                 |
| B0        | 7.4  | 18   | 20,000     | 30,000 | 參宿增十一（獵戶座φ）        |
| B5        | 3.8  | 6.5  | 800        | 15,200 | 奎宿六（仙女座π）            |
| A0        | 2.5  | 3.2  | 80         | 9,600  | 北冕座α                      |
| A5        | 1.7  | 2.1  | 20         | 8,600  | 绘架座β                      |
| F0        | 1.4  | 1.7  | 6.0        | 7,200  | 東上相                       |
| F5        | 1.2  | 1.29 | 2.5        | 6,540  | 婁宿增十二（白羊座η）        |
| G0        | 1.05 | 1.10 | 1.26       | 6,000  | 后发座β                      |
| G2        | 1.0  | 1.0  | 1.0        | 5,700  | 太阳[note 2]                 |
| G5        | 0.93 | 0.93 | 0.79       | 5,600  | 山案座α                      |
| K0        | 0.85 | 0.78 | 0.40       | 5,150  | 宗人四（蛇夫座70）           |
| K5        | 0.74 | 0.69 | 0.16       | 4,450  | 天津增二十九（天鹅座61）[25] |
| M0        | 0.63 | 0.47 | 0.063      | 3,850  | 格利澤185[26]                |
| M5        | 0.32 | 0.21 | 0.0079     | 3,200  | 寶瓶座EZ                     |
| M8        | 0.13 | 0.10 | 0.0008     | 2,500  | VB 10[27]                    |
| M9.5      | 0.10 | 0.08 | 0.0001     | 1,900  |                              |
把O0型恆星的估算数据与HD 269810的数据重新列入，只是为了完善资料，HD 269810的质量如此巨大，但光度却只有220万倍，也讓人很不解，可能是观测资料尚不完善的缘故。其他還有L型和T型亚恆星（即棕矮星）。

## 能量孳生
所有的主序星都有進行核融合孳生能量的核心區域。核心的溫度和密度都必須要能維持個極能量的生產和支撐這顆恆星的其餘部分。產生的能量減少將導致覆蓋在外的質量壓縮核心，結果會因為更高的溫度和壓力導致核融合的速率增加。同樣的，增加能量的生產將導致恆星的膨脹，降低核心的壓力。因此，恆星形成自律的流體靜力平衡系統，使其在主序帶的生命期間過程是穩定的。

這張圖以對數顯示出在不同溫度下的質子-質子（PP）、CNO、和3氦過程的核融合過程，相對的能量輸出。虛線顯示在一顆恆星內由PP和CNO過程共同產生能量。在太陽的核心溫度，PP過程是比較有效的。

主序星采取兩種類型的氫融合過程，並且每個類型產生能量的速率取決於核心區域的溫度。天文學家將主序帶分成上下兩個部分，就是依據兩種類型是以何者做為核融合的主導過程。在主序帶的下部，能量主要是經由質子-質子鏈反應孳生，經由一系列的步驟直接將氫融合成氦。在主序帶上部的恆星，有足夠高的核心溫度，可以有效的使用碳氮氧循環（參見圖）。這個過程使用碳、氮、和氧原子做為觸媒，在過程中將氫融合成氦。
當溫度在1,800萬K時，PP過程和CNO循環同樣有效，並且各自產生恆星一半的淨光度。核心在這種溫度的恆星質量大約是1.5太陽質量，主序帶上部恆星的值量都超過這個值。因此，粗略的說，光譜類型為F或溫度更低的恆星在主序帶的下部，A型恆星或更熱的恆星在主序帶的上部。從主要的能量產生類型從一種過度到另一種的質量範圍不到一個太陽質量。在我們的太陽，1太陽質量的恆星，只有1.5%的能量是以CNO循環產生的。與此相反的，1.8太陽質量或更高質量的恆星，幾乎所有的能量都是完全經由CNO循環輸出。
觀測到的主序星上部恆星質量的上限在120至200太陽質量。這種限制在理論上的解釋是超過这一質量上限的恆星不能快速輻射出能量以維持穩定，所以任何額外的質量將在一系列的脹縮中被拋射出去，直到這顆恆星达到穩定狀態以符合限制。能持續進行質子-質子鏈反應的質量下限大約是0.08太陽質量，低於這個門檻的次恆星天體不能維持氫融合，像是所知的棕矮星。

## 結構

這張圖顯示一顆與太陽相似恆星的剖面，呈現其內部的結構。

因為核心的溫度和表面，或是光球，不同，能量因此向外輸送。能量的輸送有輻射和對流兩種模式。輻射層的能量靠輻射傳送，相對於對流是穩定並且很少會有電漿的混合。比較之下，在對流層能量由大量電漿的移動來傳送，熱的物質上升而冷的物質下沉。對流比輻射能更有效率的輸送能量，但是他要在創建出陡峭的溫度梯度下才會發生。
在大質量的恆星（大約10太陽質量）產生能量的CNO循環對溫度是相當敏感的，所以核融合高度集中在核心進行。因此，在核心區域有大的溫度梯度量傳輸效，這使得對流層有更高的能果。圍繞著核心氫燃燒區域的物質混合將氦移除，讓更多的氫能在恆星的主序帶生命期間內被消耗。大質量恆星的外圍區域以輻射來輸沒有送能量，只有少許或完全對流。
中等質量的恆星，像是天狼星可能主要是由輻射來傳輸能量，在核心有少量的對流區。中庸的大小，像太陽這種低質量的恆星，核心區域相對於對流是穩定的，而對流層是靠近表面，並與外層混合。這樣的結果會導致含有大量氫的外殼穩定的包圍著富含氦的核心。相比之下，低溫、非常低質量（低於0.4太陽質量）的恆星整個都是對流區，因此，在核心產生的氦散布在整個恆星內，造成相對均勻的氣圈並且相對的在主序帶上有著較長的生命期。

## 光-色變化
在主序星核心的氦不能做為核融合的燃料而推積在核心，會造成單位體積內的氫含量減少，會降低核心的氫豐度使核融合的規模降低。為了補償，核心的溫度和壓力會緩慢的增加，這會造成整體融合率增加的淨效應（支撐恆星內部更大的壓力），這使得恆星的亮度和半徑隨著時間的推移而穩定的增加。因此，例如，太陽早期的光度只是目前值的70%左右。隨著恆星年齡和亮度的增加，恆星在赫羅圖上的位置也會改變。這種效果產生主序帶的變寬，因為被觀測到的恆星在其生命期中應該是隨機的。也就是說，在赫羅圖上的主序帶是有寬度的，它不是纯的一條窄線。
還有其它因素也會使赫羅圖上的主序帶變寬，包括恆星距離上的不確定和目前未能解析出的聯星，這都可以改變觀測到的恆星參數。但是，即使是完美的觀測仍然會顯示模糊的主序帶，因為質量不是決定恆星的顏色和光度的唯一參數。除此之外還有化學組成的變化－初始豐度和和恆星的演化狀態兩者、密近伴星的交互作用、快速自轉、或磁場也都可以稍微改變主序星在赫羅圖中的位置，而這只是幾個因素的名稱。例如，有些恆星含有原子量比氦重的元素豐度非常低－稱為貧金屬星－就在主序帶的下部，稱為次矮星。這些恆星也在核心將氫融合，它們都在主序帶較低處的邊緣，因為化學成分而造成主序帶的模糊。
在赫羅圖上接近垂直的區域，稱為不穩定帶，存在著被稱為造父變星的脈動變星。這些恆星以固定的時間間隔改變他們的亮度，使它們的外觀產生脈動。這個區域位於主序帶的恆星類型為A和F的上方，它們的質量在1至2太陽質量之間。在不穩定帶這一部分與主序帶上方相交的脈動變星稱為盾牌δ型變星。在這個區域的主序星，在經驗上只有小幅度的變化，所以很難察覺這種變化。其它類型的不穩定主序星，像是仙王β型變星，與這個不穩定帶無關。

## 生命期

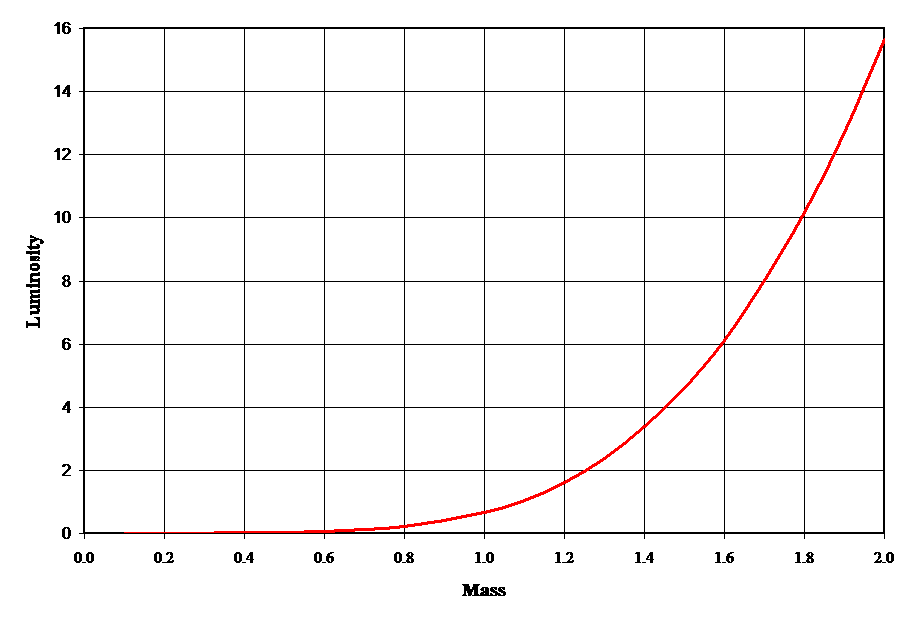
這個圖顯示零齡主序帶質光關係的例子。質量和光度是相對於目前的太陽。

恆星可以經由氫核融合產生的總能量受到核心可以消耗的氫燃料數量的限制。在平衡狀態的一顆恆星，在核心生成的能量必須至少要等於從表面輻射出去的量。因為光度是每單位時間輻射的能量，整個生命期拋出的量就可以用1階近似估計，就如同將產生的總能量除以光度。
對至少是0.5太陽質量的一顆恆星，一旦核心供應的氫消耗殆盡，他將膨脹成為紅巨星，它可以啟動氦融合形成碳。氦融合輸出能量的過程，每單位質量只有氫融合過程輸出能量的十分之一，但是恆星的光度會增加，這將導致這一階段的生命期比在主序帶短了許多（例如太陽被預測會耗費1億3000萬年燃燒氦，相較之下大約有120億年左右燃燒氫），因此，觀測到在0.5亮以上的恆星有90%是位於主序帶上。平均而言，所知的主序星都遵循經驗的質光關係，恆星的光度（L）大約正比於總質量（M），如同下面的冪定律：
{\displaystyle {\begin{smallmatrix}L\ \propto \ M^{3.5}\end{smallmatrix}}}
這個關係適用的範圍在0.1–50太陽質量的主序星。
可供核融合的燃料與恆星的質量成正比，因此，主序星的生命期可以使用太陽演化的模型來估計。太陽已經在主序帶上存在了大約45億年，在65億年後它將成為紅巨星，在主序帶上的總生存期大約是100億年，所以：
{\displaystyle {\begin{smallmatrix}\tau _{\rm {MS}}\ \approx \ 10^{10}{\text{years}}\cdot \left[{\frac {M}{M_{\bigodot }}}\right]\cdot \left[{\frac {L_{\bigodot }}{L}}\right]\ =\ 10^{10}{\text{years}}\cdot \left[{\frac {M}{M_{\bigodot }}}\right]^{-2.5}\end{smallmatrix}}}
此處的M和L是恆星的質量和光度，{\displaystyle {\begin{smallmatrix}M_{\bigodot }\end{smallmatrix}}}太陽質量，{\displaystyle {\begin{smallmatrix}L_{\bigodot }\end{smallmatrix}}}是太陽光度，{\displaystyle \tau _{\rm {MS}}}是估計的恆星主序帶生命期。
雖然質量越大的恆星有越多的燃料可以消耗，並且可能會持續更長的時間，但是它們也隨著質量的增加成比例的輻射出更多的能量。因此，質量最大的恆星停留在主序帶的生命期只有數百萬年，只有十分之一太陽質量的恆星可能會超過數兆年。
精確的質光關係取決於如何有效的將能量從核心傳送到表面。不透光度越高的恆星已保留越多的能量在核心，所以不需要產生太多的能量來維持流體靜力平衡。相較之下，不透明度較低的恆星意味著需要更迅速的燃燒更多的燃料，以保持平衡。但是請注意，過高的不透明度會導致能量改以對流來傳送，這會改變為持平衡所需要的條件。
在高質量的主序星，電子散射主導著不透明度，溫度的增加幾乎是不變的，因此光度只會以恆星質量的立方增加。在10太陽質量以下的主序星，不透明度越來越依靠著溫度，導致恆星的光度大約是隨著質量的四次方而變化。對質量非常低的恆星，大氣層中的分子也有助於不透明度。在0.5太陽質量以下的恆星，光度隨著質量的2.3次方而變，在質量相對於光度的圖上產生的斜率是平坦的。然而，即使做了這些改進，仍然只是近似的質光關係，因為質光關係還與恆星的組成有關。

## 演化軌跡

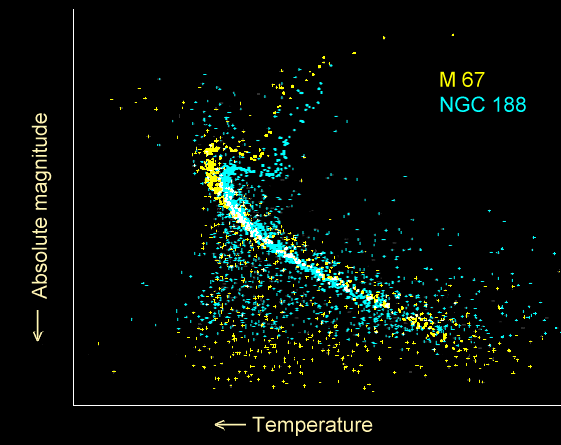
此處顯示的是兩個疏散星團的赫羅圖。NGC 188（藍色）較老，所以在主序帶上的轉折點位置比較年輕的M67（黃色）為低。

主序星一旦消耗掉在它核心的氫，產生的能量損失將導致重力坍縮。對質量低於0.23太陽質量的恆星，一旦核心的氫停止孳生能量，預測它們將直接成為白矮星。超過此一臨界值到10太陽質量的恆星，環繞在氦核心周圍的氫達到足夠的溫度和壓力，就會開始核融合，成為氫燃燒殼層。除造成這種變化外，恆星外面的包層也將擴張並造成溫度的下降，將轉變成為紅巨星。此時，恆星終止在主序帶上的演化，並且進入巨星分支。恆星演化的路徑在赫羅圖上橫越，往主序帶的右上角移動，被稱為演化的軌跡。
紅巨星的氦核繼續坍縮直到它完全受到電子簡併壓力－一種量子力學的效應，限制物質可以被壓縮的緊密程度－的支撐。對超過0.5太陽質量的恆星，核心可以達到夠高的溫度，經由3氦過程將氦燃燒成碳。質量在5至7.5太陽質量的恆星可已經由核融合產生原子量更高的元素。10太陽質量或更重的恆星，這個過程會使核心越來越緊密，最後導致核心的坍縮，拋出覆蓋在恆星外面的氣殼發生II型超新星、Ib型超新星、或Ic型超新星的爆炸。
當一個星團的恆星幾乎都是同一時間形成時，這些恆星的壽命將取決於個別的質量。質量最大的恆星會最先離開主序帶，然後質量較低的也會依序穩定的離開。因此，恆星的演化將依照它們在主序帶上的位置，從質量最大的開始離開，轉到赫羅圖的右側。在這個星團中的恆星當前離開主序帶的位置，就是所謂的轉折點，可以用來估計星團的年齡。

## 註解
1. ↑  經由比較這些值之間的差異，這消除了需要校正距離的星等。請參見消光。
2. ↑  太陽的光譜類型是G2V

## 外部連結
- Table of Features of the "Life Zones" of Main Sequence Stars（页面存档备份，存于）
- A java based applet for stellar evolution.（页面存档备份，存于）
- Charity, Mitchell. . Vendian Systems. 2001-06-04  [2008-11-26]. （原始内容存档于2017-07-06）.